# جزر القمر في الألعاب البارالمبية
شاركت جزر القمر لأول مرة في الألعاب البارالمبية في دورة الألعاب البارالمبية الصيفية 2012 في لندن، حيث أرسلت ممثلاً واحدًا (حسني أحمدا دجاي) للتنافس في السباحة. وقد كان من المقرر أن يظهر وفد جزر القمر في دورة الألعاب البارالمبية الصيفية لعام 2016 في ريو دي جانيرو لكنه انسحب قبل أسبوع من بدء الألعاب. ولم تفز الدولة بميدالية منذ دخولها المنافسة.
كما لم تشارك جزر القمر في أي نسخة من دورة الألعاب البارالمبية الشتوية. وتمثل جزر القمر في الألعاب البارالمبية من خلال اللجنة البارالمبية الوطنية لجزر القمر وهي عضو في اللجنة البارالمبية الدولية.

## جداول الميداليات

### الميداليات حسب الألعاب الصيفية
| ألعاب              | الرياضيين       | ذهب             | فضي             | برونزي          | المجموع         | رتبة            |
| لندن 2012          | 1               | 0               | 0               | 0               | 0               | -               |
| ريو دي جانيرو 2016 | 1               | 0               | 0               | 0               | 0               | -               |
| طوكيو 2020         | الحدث المستقبلي | الحدث المستقبلي | الحدث المستقبلي | الحدث المستقبلي | الحدث المستقبلي | الحدث المستقبلي |
| باريس 2024         | الحدث المستقبلي | الحدث المستقبلي | الحدث المستقبلي | الحدث المستقبلي | الحدث المستقبلي | الحدث المستقبلي |
| 2028 لوس أنجلوس    | الحدث المستقبلي | الحدث المستقبلي | الحدث المستقبلي | الحدث المستقبلي | الحدث المستقبلي | الحدث المستقبلي |
| 2032 بريسبان       | الحدث المستقبلي | الحدث المستقبلي | الحدث المستقبلي | الحدث المستقبلي | الحدث المستقبلي | الحدث المستقبلي |
| المجموع            | المجموع         | 0               | 0               | 0               | 0               | -               |

## روابط خارجية
- اللجنة البارالمبية الدولية